# چاله (فیلم)
فیلم چاله اولین فیلم بلند به نویسندگی و کارگردانی علی کریم است  که پس از ساخت دو فیلم کوتاه زرد،آبی،قرمز و آسانسور در هفده جلسه در اطراف شهر کاشان فیلمبرداری شده‌است. اکثر عوامل فیلم در اولین تجربه خود با علی کریم همکاری کرده‌اند. چاله در شصت و ششمین دوره جشنواره فیلم ونیز در هفته منتقدین و به عنوان فیلم اختتامیه به نمایش درآمد و در سال ۱۳۸۸ با اینکه تنها نماینده رسمی از سینمای ایران در شصت و ششمین دوره جشنواره فیلم ونیز در همان سال بود در جشنواره فجر پذیرفته نشد.

## خلاصه فیلم
غلامرضا پس از وقوع زلزله در سبز تپه خانواده اش را از دست می‌دهد و به جاده متروکی می‌آید و کلبه مخروبه‌ای را به مکانیکی تبدیل می‌کند و در مسیر جاده چاله‌ای حفر می‌کند و به انتظار قربانی‌ها روز را شب می‌کند.

## اکران و حضور در جشنواره‌ها
- فیلم "چاله" در سال ۲۰۰۹ به عنوان تنها نماینده ایران در فستیوال فیلم ونیز و در هفته منتقدین به نمایش در آمد[۴]
- در سال ۲۰۱۰ در فستیوال فبیو پراگ در بخش مرور سینمای ایران به نمایش در آمد[۶]

### نمایش در ایران
فیلم "چاله" در جشنواره فیلم شهر در سال ١٣٩٠ به نمایش در آمد و این تنها فرصت نمایش این فیلم در ایران بود